# أدلية
أدِلْيَة (الاسم العلمي Adelia) الاسم العلمي من اليوناني بمعنى (وضيع القدر) جنس نباتات برية وزراعية تزيينية معمرة منة فصيلة اليتوعية. مهدها أمريكا اللاتينية ومنطقة البحر الكاريبي، مع نوع واحد يمتد شمالا إلى أقصى جنوب ولاية تكساس.